# Динамо-2 (футбольный клуб, Махачкала)
«Дина́мо-2» — российский футбольный клуб из Махачкалы. Фарм-клуб махачкалинского «Динамо». Основан в 2020 году. Выступает во Второй лиге.

## История
В 2020 году команда СШОР «Динамо» города Махачкалы под названием «Динамо-Дагестан» дебютировала в III дивизионе (ЛФК): в зоне ЮФО/СКФО первенства заняла 4-е место из 7 команд. В сезонах 2021 и 2022 годов занимала в зоне ЮФО/СКФО, соответственно, 3-е место из 10 команд и 8-е место из 9 команд. Команда «Динамо-Судостроитель» в сезоне 2022 года заняла 3-е место в чемпионате Дагестана и стала обладателем Кубка лиги чемпионов Дагестана.
Ранее в III дивизионе уже играла команда с названием «Динамо-Дагестан»: в сезонах 2011/12, 2012/13, 2013, 2014, 2015, 2017; в сезоне 2018 — «Динамо-Дагестан-Судостроитель», в сезоне 2019 — «Динамо-Дагестан-Анжи».
В январе 2023 года стало известно, что молодёжная команда махачкалинского «Динамо» планирует подать заявку в РФС на получение лицензии для участия в профессиональной Второй лиге России. В начале июня 2023 года стало известно, что команда «Динамо-2» была заявлена во Вторую лигу 2023 года (дивизион «Б») с задачей повышать уровень подготовки местных футболистов из спортивных школ. Первый тур сезона Второй лиги дивизиона «Б» махачкалинский клуб пропускал, и дебют в профессиональном футболе пришёлся на второй тур, в котором «Динамо-2» на стадионе «Труд» принимало дома хасавюртовскую «Победу», игра завершилась победой гостей со счётом 2:1.
В зоне ЮФО/СКФО первенства III дивизиона сезона 2023 года продолжила участвовать команда «Динамо-Дагестан» (на апрель 2023 года позиционировалась как молодёжная команда махачкалинского «Динамо»), в сезоне 2024 года — «Динамо-3».

## Названия
- 2020—2023 — «Динамо-Дагестан»
- 2023—н. в. — «Динамо-2»

## Текущий состав
| №  |             | Поз. | Имя                   | Год рождения |
| -- | ----------- | ---- | --------------------- | ------------ |
| 2  | Флаг России | Защ  | Магомед Ибрагимов     | 2001         |
| 3  | Флаг России | Защ  | Камиль Ибрагимов      | 1997         |
| 8  | Флаг России | ПЗ   | Шамиль Исаев          | 2003         |
| 10 | Флаг России | Нап  | Рамазан Абдурагимов   | 1998         |
| 14 | Флаг России | Защ  | Абакар Акаев          | 2004         |
| 16 | Флаг России | Вр   | Алимхан Султаналиев   | 2004         |
| 18 | Флаг России | ПЗ   | Гамид Джамуев         | 2004         |
| 19 | Флаг России | ПЗ   | Арсен Шихалиев        | 2004         |
| 20 | Флаг России | ПЗ   | Алимхан Зайнивов      | 2005         |
| 21 | Флаг России | ПЗ   | Абдулпаша Джабраилов  | 2004         |
| 23 | Флаг России | ПЗ   | Магомед Абдуллабеков  | 2006         |
| 25 | Флаг России | ПЗ   | Магомед Насибов       | 2004         |
| 29 | Флаг России | ПЗ   | Даниял Алиев          | 2005         |
| 30 | Флаг России | Защ  | Гунашгаджи Кудбудинов | 2002         |
| 31 | Флаг России | Вр   | Ахмад Тайгибов        | 2006         |
| 33 | Флаг России | Защ  | Ибрагим Умаханов      | 2005         |

| №  |             | Поз. | Имя                      | Год рождения |
| -- | ----------- | ---- | ------------------------ | ------------ |
| 36 | Флаг России | Вр   | Зайнудин Зайнудинов      | 2004         |
| 41 | Флаг России | Защ  | Денис Осокин             | 2002         |
| 42 | Флаг России | ПЗ   | Рамазан Гасанов          | 2005         |
| 44 | Флаг России | Защ  | Абубакр Курабеков        | 2006         |
| 49 | Флаг России | ПЗ   | Магомедрасул Юсупов      | 2005         |
| 53 | Флаг России | ПЗ   | Шамиль Гаджиев           | 2005         |
| 66 | Флаг России | Защ  | Ахмед Джабраилов         | 2006         |
| 69 | Флаг России | Нап  | Алхас Будунов            | 2004         |
| 77 | Флаг России | Защ  | Темиркан Сундуков        | 2001         |
| 88 | Флаг России | ПЗ   | Ислам Яхьяев             | 2003         |
| 90 | Флаг России | Защ  | Магомедзагир Курбанов    | 2006         |
| 94 | Флаг России | Нап  | Рустам Телякавов         | 2004         |
| 95 | Флаг России | Нап  | Аман Бабаханов (капитан) | 2004         |
| 96 | Флаг России | Нап  | Абдурахман Курбаналиев   | 2004         |
| 97 | Флаг России | Нап  | Темерлан Салимов         | 2004         |
| 98 | Флаг России | Нап  | Гаджи Будунов            | 2007         |

### Тренерский штаб
| Должность                 | Имя                  |
| ------------------------- | -------------------- |
| Главный тренер            | Магомедрасул Ахмедов |
| Тренер молодёжной команды | Вячеслав Сидорюк     |
| Тренер вратарей           | Пахрудин Волков      |

### Капитаны
- 2023—н. в. — Аман Бабаханов

### Главные тренеры
- 2020—2022 — Яхья Абдуллаев;
- 2023 — Магомедрасул Ахмедов
- 2024 — Рабадан-Гаджи Магомедов[12]
- 2024 — Артём Кашуба[13]
- с 2025 — Рабадан-Гаджи Магомедов[14]